# Кіпріда
Кіпріда (грец. Κύπριος, Kypris, Kypria) — епітет Афродіти, який походить від назви острова Кіпр — її улюбленого місця перебування. Тут, передовсім у містах Пафосі, Амафунті та на горі Ідалія, особливо процвітав культ богині.